# Асманов Олександр Сергійович
Олекса́ндр Сергі́йович Асма́нов — лейтенант Збройних сил України, учасник російсько-української війни.
Станом на березень 2020 року — командир 1-ї бойової групи водолазної групи спеціального призначення ОЗСП, 34-й окремий батальйон.

## Нагороди
За особисту мужність і героїзм, виявлені у захисті державного суверенітету та територіальної цілісності України, вірність військовій присязі під час російсько-української війни
- нагороджений орденом «За мужність» III ступеня (26.2.2015).